# 133 a. C.
El año 133 a. C. fue un año del calendario romano prejuliano. En el Imperio romano, fue conocido como el año 621 Ab Urbe condita.

## Acontecimientos

### República romana
- Lucius Calpurnius Piso Frugi y Publius Mucius Scaevola se convierten en cónsules de la República romana.
- Dejan de publicarse los Annales maximi
- 15 de marzo: El cónsul Calpurnius Piso es enviado a Sicilia para sofocar la revuelta de esclavos dirigida por el sirio Eunus. Salió victorioso en Mesina, después de que varias legiones hubieran sido derrotadas antes de su llegada a la isla.
- Primavera: muerte de Atalo III, rey de Pérgamo desde 159 a. C., que dejó una voluntad haciendo al pueblo romano heredero de su reino y concedió la libertad a Pérgamo y Sardis, poniendo fin a la dinastía de los atálidas. Roma, ayudada por Mitrídates V del Ponto, tardó tres años en vencer la resistencia del hijo natural de Eumenes II, Aristónicos, que se negó a reconocer la validez del proyecto y se proclamó rey bajo el nombre de Eumenes III.
- junio: Tiberius Sempronius Gracchus fue elegido tribuno de la plebe romano. Debido a problemas sociales en Roma, instituye la reforma agraria, junto con su hermano Gaius Sempronius Gracchus, que ataca la corrupción de los senadores. El núcleo de la reforma es la Lex Sempronia agraria. El tesoro de Atalo III de Pérgamo permite sin duda financiar la reforma agraria (catastración, subdivisión, provisión a los nuevos beneficiarios de un capital inicial, según Plutarco).
- 20 de julio: Tiberius Sempronius Gracchus y varios de sus seguidores son masacrados durante un motín provocado por los senadores, bajo la dirección de Publius Cornelius Scipio Nasica Serapio, arrojando su cuerpo al río Tíber.
- La destrucción de la ciudad de Numancia después de un año de asedio por los romanos al mando de Publius Cornelius Scipio Aemilianus Africanus, firmó la victoria final en la guerra numantina. Así, los romanos tienen toda Hispania bajo su control con la excepción del norte.

### China
- Junio – Un gran ejército de la dinastía Han, bajo comandantes como Li Guang, intenta emboscar al líder Xiongnu en la batalla de Mayi. La trama falla, y la batalla se determina un empate.

## Fallecimientos
- Suicidio colectivo en Numancia para evitar la esclavitud.
  - Retógenes el Caraunio, caudillo numantino.
- Tiberio Sempronio Graco muere asesinado.
- Átalo III, último rey atálida de Pérgamo.